# 에브리타운
에브리타운(Every Town)은 플레로게임즈(www.flerogames.com)에서 서비스하는 SNG(Social Network Game)이다.

## 기본 정보
스토리가 있는 소셜 게임이자, 다양한 퀘스트를 통해 진행되는 농장 경영시뮬레이션 게임이다.

## 퀘스트
퀘스트는 메인 퀘스트, 서브 퀘스트, 주간 퀘스트가 있다.
- 메인 퀘스트 : 메인 스토리로, 레벨이 올라감에 따라 퀘스트를 달성하는 재미를 느낄 수 있다.
- 서브 퀘스트 : 서브 스토리로, 농작물 판매 퀘스트가 많다.
- 주간 퀘스트 : 루디, 루카 남매가 등장하여 매주 바뀌며, 각 단계 클리어 시 경험치와 골드를 받을 수 있으며, 하트풍선을 따면 하트 300개와 일손 돕기 4회 쿠폰을, 최종 단계 클리어 시에는 10시드를 받을 수 있다.

## 특이 사항
- 이 게임은 다른 농장 게임과 달리 청정도라는 개념이 있다. 꾸미기 아이템을 통해 얻을 수 있는데, 청정도 관리를 잘 하지 못하면 농작물이 빨리 죽게 된다. 농작물은 살릴 수 있으나, 생산품은 살리지 못하기 때문에 매일매일 관리를 해줘야 한다.
- 이웃 마을을 방문하여, 하트를 채집하거나, 일손을 도울 수 있다.
- 마이 하우스를 7단계까지 업그레이드할 수 있다.(3단계는 5000골드, 4단계는 10만골드, 5단계는 100만골드, 6단계는 700만골드, 7단계는 7000만골드가 필요)
- 이틀 만에 애플 앱스토어 인기차트 무료 부분 1위를 차지했으며, 출시 13일 만에 구글 플레이 무료 게임 순위 1위를 기록했다.